# Survivor Series (2002)
Survivor Series 2002 a fost ce-a de-a șaisprezecea ediție a pay-per-view-ului anual Survivor Series organizat de World Wrestling Entertainment. A avut loc pe data de 17 noiembrie 2002 în arena Madison Square Garden din New York, New York.
Melodia oficială a spectacolului a fost "Always", interpretată de formația Saliva. Posterul evenimentului l-a avut în prim plan pe Rob Van Dam, iar coperta DVD-ului i-a înfățișat pe Triple H, Chris Jericho, Kane, Booker T, Rob Van Dam și Shawn Michaels.

## Rezultate
- Sunday Night HEAT match: Lance Storm și William Regal i-au învins pe Goldust și The Hurricane (3:01)
  - Storm l-a numărat pe Goldust cu un "Roll-Up" după ce Regal l-a lovit pe la spate.
- Jeff Hardy și The Dudley Boyz (Bubba Ray Dudley & Spike Dudley) i-au învins pe 3-Minute Warning (Rosey y Jamal) & Rico 6-Man Tornado Tag Team Elimination Tables Match. (14:22)
  - Bubba Ray l-a eliminat pe Rico după un  "3D" pe o masă alături de D-Von Dudley.
- Billy Kidman l-a învins pe Jamie Noble câștigând titlul WWE Cruiserweight Championship (7:29) 
  - Kidman l-a numărat pe Noble după un "Shooting Star Press".
- Victoria a învinso pe Trish Stratus într-un Hardcore Match câștigând titlul WWE Women's Championship (7:01)
  - Victoria a numărato pe Stratus după un "Snap Suplex".
- The Big Show l-a învins pe Brock Lesnar (însoțit de Paul Heyman) câștigând titlul WWE Championship (4:19)
  - Show l-a numărat pe Lesnar după douo scaune și un "Chokeslam" pe un scaun.
  - În timpul meciului, Heyman la trădat pe Lesnar întrerupând numărătoarea lui Lesnar.
  - Aceasta a fost prima înfrângere prin număratoare de 3 în lupte individuale a lui Lesnar în WWE.
- Los Guerreros (Eddie Guerrero & Chavo Guerrero) i-au învins pe Kurt Angle & Chris Benoit y Edge & Rey Mysterio (c) într-un Triple Threat Tag Team Elimination Match, câștigând titlurile WWE Tag Team Championship (19:25)
  - Eddie l-a făcut pe Mysterio să cedeze cu un "Lasso from El Paso"
- Shawn Michaels i-a învins pe Chris Jericho, Triple H (însoțit de Ric Flair) (c), Rob Van Dam, Booker T y Kane în primul meci Elimination Chamber Match din istorie, câștigând titlul de WWE World Heavyweight Championship (39:20)
  - Michaels l-a eliminat pe Triple H câștigând meciul.